# Long Island (romanzo)
Long Island è un romanzo dello scrittore irlandese Colm Tóibín, pubblicato nel 2024.
Seguito di Brooklyn, il libro è stato accolto positivamente dalla critica ed è stato immediatamente tradotto in diverse lingue, tra cui l'olandese, il tedesco, il francese, lo spagnolo e il catalano.

## Trama
Sono passati vent'anni dal ritorno di Eilis negli Stati Uniti dopo la morte della sorella e ora vive a Long Island insieme al marito Tony, i figli Larry e Rossella, i suoceri e i cognati italoamericani. La tranquillità della sua vita viene improvvisamente interrotta da un uomo che bussa alla sua porta e annuncia che la moglie è incinta del figlio di Tony: un bambino che lui non ha alcuna intenzione di crescere e che porterà a casa Fiorello appena venuto al mondo. Dopo aver accertato la veridicità della storia, Eilis dichiara che non alleverà mai il figlio di un'altra donna, né lascerà che il bambino metta piede in casa sua. Tuttavia, la famiglia estesa del marito fa fronte comune contro di lei e, pur di non accettare il fatto, Eilis decide di tornare alla natia Enniscorthy per l'estate, per celebrare gli ottant'anni della madre. Dopo aver fatto i preparativi opportuni, Eilis ritorna in Irlanda per la prima volta dopo due decenni, con la promessa che i figli la seguiranno dopo qualche settimana.
Ad Enniscorthy intanto la vita è cambiata. Nancy Sheridan, rimasta vedova da qualche anno, attende il matrimonio della figlia per poter annunciare il proprio fidanzamento con Jim Farrell, con cui si vede in segreto da tempo. Tuttavia, il ritorno di Eilis, di cui si era innamorato durante la sua ultima visita in Irlanda, sconvolge Jim. Mentre Nancy continua a pianificare la propria vita insieme a Jim, lui ed Eilis tornano in contatto, dapprima timidamente e con una certa freddezza, e poi diventando amanti. L'arrivo ad Enniscorthy di Rossella e Larry rende difficile gli incontri tra Eilis e Jim, anche a causa delle ritrosie della donna: sa che Jim manderebbe a monte la propria vita per lei, seguendola anche negli Stati Uniti, ma lei non è certa di essere pronta a mettere fine al proprio matrimonio. La notizia della nascita della figlia illegittima di Tony, festosamente accolta dai Fiorello, spinge Eilis ad accettare la proposta di Jim di una nuova vita insieme: lei tornerà negli Stati Uniti per divorziare e, dopo qualche mese, Jim lascerà l'Irlanda per raggiungerla. Tuttavia, Nancy li vede insieme sulla spiaggia e, comprendendo i sentimenti del compagno per Eilis, annuncia a tutta la cittadina il proprio fidanzamento con Jim. L'uomo è troppo onorevole per smentirla e umiliarla pubblicamente, mandando così in frantumi il sogno di una nuova vita con Eilis.

## Edizioni
- (EN) Long Island, Scribner, 2024, ISBN 9781476785110.
- (ES) Long Island, traduzione di Antonia Martin, Lumen Editorial, 2024, ISBN 978-8426426659.
- (DE) Long Island, traduzione di Ditte Bandini, Carl Hanser Verlag, 2024, ISBN 978-3446279476.
- (CA) Long Island, traduzione di Ferran Ràfols Gesa, Amsterdam, 2024, ISBN 978-8419960153.
- Long Island, traduzione di Giovanna Granato, Torino, Einaudi, 2025, ISBN 9788806261993.